# Pascal-féle csigagörbe

Pascal-féle csiga származtatása

A Pascal-féle csigagörbe harmadrendű szív alakú algebrai görbe. A görbe egyúttal ruletta is, mivel úgy származtatható, hogy egy kört egy azonos sugarú kör kerületén legördítjük. A gördülő kör egy belső pontja Pascal-féle csigagörbét ír le. A Pascal-féle csigagörbe a trochoidok egy fajtája, pontosabban fogalmazva epitrochoid. A kardioid ezek egy speciális esete, melynél a generáló pont a gördülő kör kerületén helyezkedik el, emiatt a görbe szinguláris ponttal rendelkezik.

## Története
A csigagörbe módszeres tanulmányozása Étienne Pascal, Blaise Pascal apjának nevéhez fűződik, azonban már Albrecht Dürer, a nagy német reneszánsz művész is vizsgálatokat végzett vele kapcsolatban. Dürer Underweysung der Messung, mit dem Zirckel und Richtscheyt, in Linien, Ebenen unnd gantzen corporen című munkájában többféle módszert is közöl a görbe szerkesztésére.

## Egyenletei

Három Pascal-féle csigagörbe: tompa (a>l), csúcsos (kardioid) (a=l), illetve hurkolt (a<l).

A görbe egyenlete derékszögű koordináta-rendszerben:
{\displaystyle (x^{2}+y^{2}-ax)^{2}-l^{2}(x^{2}+y^{2})=0.\,\ \ a>0,\ \ l>0},
ahol a a származtató körök átmérője.
Polárkoordinátákkal:
{\displaystyle r=l+a\cos \theta \ }
Paraméteres egyenletrendszere:
{\displaystyle {\begin{cases}x=a\cos ^{2}\varphi +l\cos \varphi \\y=a\cos \varphi \sin \varphi +l\sin \varphi \end{cases}},\ \ 0\leqq \varphi <2\pi }.

## Külső hivatkozások
- Mathworld
- Görbeszerkesztő Java program